# 東巒大山
東巒大山（布農語：（郡社群，意為「頭髮」）、（巒社群，意為「高山芒」）:184）位於臺灣南投縣信義鄉，海拔高度3,468公尺，屬於中央山脈，為台灣知名山峰，也是台灣百岳之一，排名第30。東巒大山南方有東郡大山。其特色為北邊至卓社大山之間無3000公尺以上高山，視野遼闊。